# جاك همر
جاك همر (بالإنجليزية: Jack Hammer)‏ هو موسيقي وكاتب أغاني أمريكي، ولد في 16 سبتمبر 1925 في نيو أورلينز في الولايات المتحدة، وتوفي في 11 أبريل 2016 في أوكلاند في الولايات المتحدة.

## وصلات خارجية
- جاك همر على موقع IMDb (الإنجليزية)
- جاك همر على موقع ميوزك برينز (الإنجليزية)
- جاك همر على موقع ميوزك برينز (الإنجليزية)
- جاك همر على موقع قاعدة بيانات برودواي على الإنترنت (الإنجليزية)
- جاك همر على موقع قاعدة بيانات برودواي على الإنترنت (الإنجليزية)
- جاك همر على موقع ديسكوغز (الإنجليزية)
- جاك همر على موقع ديسكوغز (الإنجليزية)
- جاك همر على موقع ديسكوغز (الإنجليزية)
- جاك همر على موقع قاعدة بيانات الفيلم (الإنجليزية)